# Episodi di Superboy (seconda stagione)
La seconda stagione della serie televisiva Superboy è stata trasmessa negli Stati Uniti d'America tra il 1989 e il 1990.
| nº | Titolo originale                                 | Titolo italiano                                   | Prima TV USA     | Prima TV Italia |
| -- | ------------------------------------------------ | ------------------------------------------------- | ---------------- | --------------- |
| 1  | With This Ring, I Thee Kill                      | Un missile per Superboy                           | 7 ottobre 1989   |                 |
| 2  | Lex Luthor: Sentenced to Die!                    | Lex Luthor condannato a morte                     | 14 ottobre 1989  |                 |
| 3  | Metallo                                          | Metallo                                           | 21 ottobre 1989  |                 |
| 4  | Young Dracula                                    | Il figlio di Dracula                              | 28 ottobre 1989  |                 |
| 5  | Nightmare Island                                 | Gita a sorpresa                                   | 4 novembre 1989  |                 |
| 6  | Bizarro... the Thing of Steel                    | Bizzarro... la cosa d'acciaio                     | 11 novembre 1989 |                 |
| 7  | The Battle with Bizarro                          | Una copia perfetta                                | 18 novembre 1989 |                 |
| 8  | Mr. and Mrs. Superboy                            | Due scomodi visitatori                            | 25 novembre 1989 |                 |
| 9  | Programmed for Death                             | Una macchina diabolica                            | 2 dicembre 1989  |                 |
| 10 | Superboy’s Deadly Touch                          | Il tocco mortale                                  | 9 dicembre 1989  |                 |
| 11 | The Power of Evil                                | Il potere del maligno                             | 16 dicembre 1989 |                 |
| 12 | Superboy... Rest in Peace                        | Riposa in pace Superboy                           | 30 dicembre 1989 |                 |
| 13 | Super Menace!                                    | La città è in pericolo                            | 13 gennaio 1990  |                 |
| 14 | Yellow Peri’s Spell of Doom                      | Magia d'amore                                     | 20 gennaio 1990  |                 |
| 15 | Microboy                                         | Microboy                                          | 27 gennaio 1990  |                 |
| 16 | Run, Dracula, Run                                | Corri Dracula corri                               | 3 febbraio 1990  |                 |
| 17 | Brimstone                                        | Brimstone                                         | 10 febbraio 1990 |                 |
| 18 | Abandon Earth                                    | La terra abbandonata                              | 17 febbraio 1990 |                 |
| 19 | Escape to Earth                                  | In fuga verso la Terra                            | 24 febbraio 1990 |                 |
| 20 | Superstar                                        | Un atto di coraggio                               | 3 marzo 1990     |                 |
| 21 | Nick Knack                                       | Il genio dei giocattoli                           | 14 aprile 1990   |                 |
| 22 | The Haunting of Andy McAlister                   | 'La casa dei fantasmi                             | 21 aprile 1990   |                 |
| 23 | Revenge from the Deep                            | Vendetta dal profondo                             | 28 aprile 1990   |                 |
| 24 | Secrets of Superboy                              | I segreti di Superboy                             | 5 maggio 1990    |                 |
| 25 | Johnny Casanova and the Case of the Secret Serum | Johnny Casanova e il segreto del siero misterioso | 12 maggio 1990   |                 |
| 26 | The Woman Called Tiger Eye                       | Una donna chiamata Occhio di Tigre                | 19 maggio 1990   |                 |